# Literatura clàssica
La literatura clàssica avui dia es considera aquella escrita en grec antic o en llatí i que forma part del cànon occidental. No s'ha de confondre amb els clàssics nacionals, aquelles obres considerades modèliques per cada país o aquells llibres que sobreviuen al pas del temps ni amb el període del Neoclassicisme. El concepte engloba, per tant la literatura grega i la literatura llatina, excloent les obres de la Grècia moderna.
Aquesta literatura té molts trets en comú, perquè l'antiga Roma imitava i aprenia dels models grecs i compartien una mateixa cosmovisió, la de l'hel·lenisme.
La majoria d'obres glossen les aventures de grans herois, seguint el model d'Homer. Pel que fa al teatre, predomina la tragèdia, amb grans cicles de sagues i temes comuns, tot i que hi ha una tradició còmica gens menyspreable, com per exemple les comèdies de Plaute. A Roma van aparèixer gèneres poc conreats a Grècia, com ara la retòrica o la literatura didàctica.
Per convenció, es considera que la literatura antiga occidental comença amb les grans obres d'Homer, probablement la versió escrita de nombroses llegendes que s'havien transmès oralment durant generacions. Aquest autor, pare de la literatura grega, es considera el primer escriptor del cànon occidental, imitat pels romans i pels admiradors de l'Època Clàssica. Amb la literatura antiga neix el concepte de gènere literari i els primers autors reconeguts.
Contemporànies són la literatura índia, amb els texts èpics com el Ramayana, i la literatura clàssica xinesa, amb les compilacions poètiques de Lao Zi o els anomenats 'clàssics xinesos'.

## Literatura grega antiga

### Poesia èpica
Les primeres obres destacables, que seran el model de tota la literatura grega posterior, són els dos poemes èpics d'Homer, La Ilíada i l'Odissea. En ells es narren episodis de la Guerra de Troia i la tornada dels herois a casa, usant part dels mites de l'època arcaics i forjant epítets i fórmules que esdevindran clàssics. D'una època similar és Hesíode, que també barreja èpica i mitologia, però amb una presència més clara de l'autor.

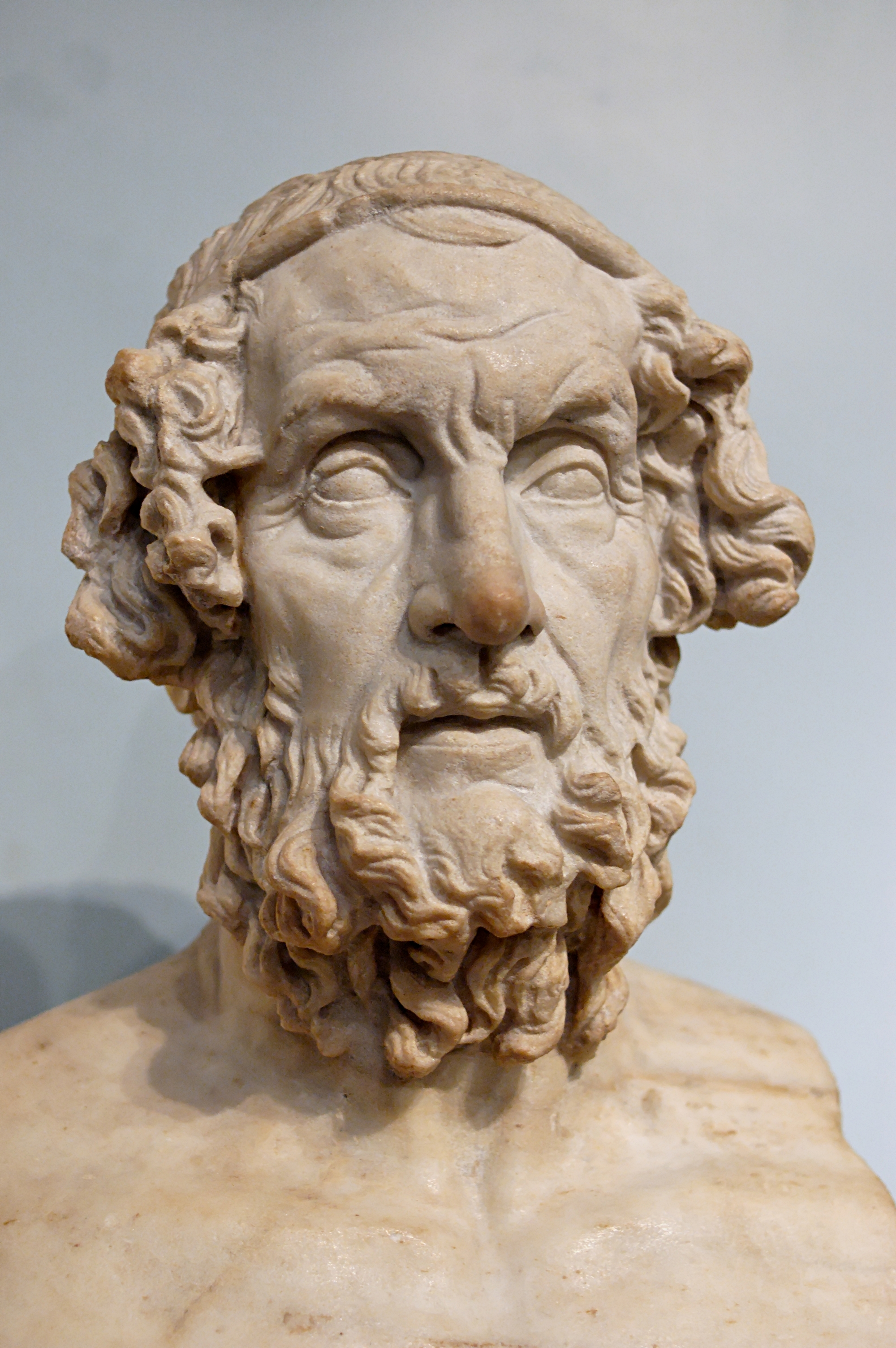
Bust d'Homer

### Poesia lírica
L'elegia és el primer gènere del qual es conserven obres, com les d'Arquíloc de Paros, que canta a la seva pàtria destruïda per la guerra. Dins el període preclàssic va florir l'oda com a cançó amorosa, que va dotar a la lírica de l'intimisme que l'acompanyaria en segles posteriors. Els autors més destacats són Safo, Anacreont o Alceu de Mitilene.

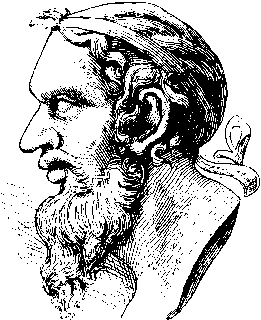
Anacreont

A la Grècia Antiga part de la poesia estava destinada a ser cantada en cor a festivals i concursos, com els versos de Píndar, que lloava els vencedors als Jocs Olímpics inserint descripcions sobre llinatges, pàtries i pregàries als déus.
Ja al període hel·lenístic, Cal·límac va compondre himnes als déus on els retrata com a gairebé humans, lluny de la solemnitat i la màgia homèriques. Aquest model va inspirar les representacions artístiques posteriors, plenes d'escenes domèstiques. Teòcrit, per la seva banda, va ser el principal poeta pastoral.

### Poesia dramàtica
A Grècia van sorgir els dos grans gèneres teatrals: la tragèdia i la comèdia. La primera tractava de temes nobles i passions complexes, mentre que la segona tenia un final feliç, un to més lleuger i predominaven els embolics de trama amorosa. Els tràgics més destacats componien cicles de rerefons mític i llegendari: Èsquil, Sòfocles i Eurípides. El comediògraf de més èxit va ser Aristòfanes i a la segona època (l'anomenada comèdia nova), Menandre.

### Prosa
Dins la prosa, composta per ser llegida, el gènere per excel·lència va ser la història, amb Heròdot i Tucídides, que se centren en el període de conflicte entre Grècia i Pèrsia. El primer és més imparcial i té una vocació etnogràfica, mentre que el segon dona més importància als discursos i als personatges.
La faula va ser un gènere breu que buscava l'alliçonament moral a través de narracions on els protagonistes sovint eren animals. El principal impulsor va ser Isop, el model del qual va triomfar a Europa durant l'Edat Mitjana (amb els Exempla) i a les faules neoclàssiques.
L'oratòria va lligar-se a la democràcia atenenca, on els discursos polítics servien per persuadir els partidaris i ridiculitzar els adversaris. L'orador més brillant fou Demòstenes de Peània, que amb la seva passió va fer carrera malgrat les seves dificultats inicials.

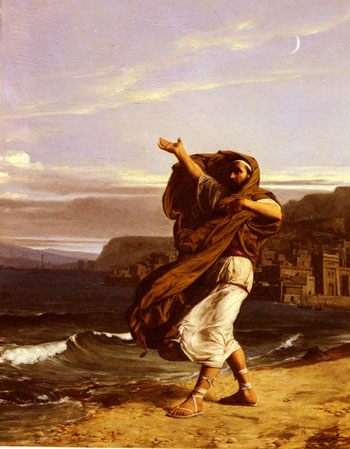
Demòstenes, en una pintura de Jean Lecomte du Nouÿ

Per la influència que va tenir posteriorment cal destacar l'obra de Teofrast, qui va descriure breument, com apunts entre narratius i enciclopèdics, els caràcters més usuals de la literatura. Els seus arquetips es poden rastrejar als personatges de drames i novel·les de tot Europa.
La filosofia també té un caràcter literari, com els diàlegs de Plató, els mites que usa per explicar el seu missatge o els tractats d'Aristòtil, precedents de l'assaig modern. Aquests dos pensadors marquen dos pols oposats, idealisme i realisme, que perduraran en la tradició occidental.

## Literatura llatina
La cultura llatina beu de la literatura grega i el seu art associat. Els romans admiraven el món hel·lènic (per això van declarar-se hereus del seu llegat amb la història d'Enees) i el consideraven un model. Per aquest motiu la literatura llatina, ja des dels seus inicis, imita el cànon grec. Una de les figures que va fer de pont entre les dues civilitzacions va ser Livi Andronic.
Dintre del teatre, destaquen les obres de Terenci i Plaute, sobretot en l'àmbit de la comèdia. Aquests autors van introduir elements costumistes romans a les representacions per ajudar a la identificació del públic amb la història, respectant però l'arquetip grec.
Al camp de la poesia, sobresurten dos autors: Lucreci i Catul. El primer va escriure un llarg poema sobre la natura on recull i explica les tesis d'Epicur que va tenir una gran influència posterior. Catul, per la seva banda, va ser el model líric per excel·lència per als romans. Centrat en l'amor i l'anomenada "poesia nova", va apropar la poesia als seus contemporanis.
Juli Cèsar, Ciceró i Tit Livi són els prosistes més reeixits de la primera etapa, amb les seves cròniques basades en la història contemporània i en l'oratòria. Els seus escrits han estat usats durant segles per ensenyar llatí.

### La literatura imperial
L'època imperial coincideix amb l'esplendor de la literatura llatina. L'èpica necessitava figures de prestigi, herois a qui el poble pogués admirar, com a la majoria de literatures nacionals. Per això Virgili va intentar igualar la fama d'Homer entre els romans amb els seus poemes.
Horaci, al seu torn, va conrear els grans gèneres poètics, com els epodes, l'oda o l'ègloga, expandint els tòpics grecs d'acord amb la sensibilitat romana. Dins la poesia amorosa destaca l'obra d'Ovidi, amb un veritable catàleg de casos amorosos que van esdevenir clàssics.
En el vessant còmic els autors de més prestigi van ser Lucà i Juvenal, els quals amb la seva sàtira reflectien la realitat llatina sense oblidar el cànon culte antic. Seguint també l'estela antiga, concretament la d'Isop, Fedre va escriure les seves faules.
A la prosa destaquen les aportacions de Sèneca, Tàcit i Suetoni, amb un renovat interès per la història romana.

## Literatura xinesa
La literatura xinesa té una història que remunta a milers d'anys i pren un lloc a part dins de la història universal, a causa del culte xinès abocat a l'escriptura i al caràcter únic dels ideogrames xinesos, que provenen dels ritus endevinatoris i es diferencien radicalment dels sistemes fonètics utilitzats en la majoria de les altres llengües.
Es pot considerar que aquesta literatura va aparèixer quan els caràcters xinesos van deixar la seva vocació original per constituir-se en caràcters utilitzables independentment, segurament abans del 2000 aC. Els primers escrits tenien tanmateix una rigidesa canònica i una vocació filosòfica que de vegades posa problema amb la noció occidental de "literatura". D'altra banda, durant segles, la literatura xinesa va ser no només una reflexió sobre la societat i la vida, sinó que també tenia un fort contingut polític; molts literats eren alts funcionaris o filòsofs que estudiaven i proposaven noves formes de govern.
Des dels arxius oficials dinàstics més antics que es conserven fins al segle xvii, es calcula que s'havien produït a la Xina més texts escrits que a tota la resta del món. La difusió de la tècnica de la impressió xilogràfica durant la dinastia Tang (618-907) i la invenció de la impremta de mòbil per Bi Sheng (990-1051) durant la dinastia Song (960-1279) va permetre una propagació sense precedents del coneixement escrit per tot el país.
La literatura xinesa ha influït de forma extraordinària la literatura de països propers, especialment el Japó i Corea, i algunes obres han esdevingut molt populars arreu del món i es reediten constantment, com per exemple el Dao De Jing o L'Art de la guerra.

## Literatura japonesa
La literatura japonesa conrea alguns gèneres únics fruit de l'aïllament del Japó. Un dels temes principals és justament la sensació de solitud, d'estar a part, que pateix el protagonista. S'hi distingeixen tres períodes: literatura antiga (abans del segle xii), medieval (dels segles XII a XIX aproximadament) i moderna (l'edat contemporània).
La literatura antiga està fortament influenciada per la Xina i la seva cultura, ja que d'allà es va importar el sistema d'escriptura. Destaca la poesia com a gènere més conreat (incloent els haiku). Els escriptors acostumen a ser nobles de la cort de l'emperador, cosa que influeix en la temàtica, plena d'intrigues amoroses i faules per a l'entreteniment. L'estil era molt alambicat i emotiu.
La literatura japonesa medieval es relaciona amb l'auge del budisme al país. Els protagonistes viuen com monjos, peregrinant buscant el sentit de la vida. En aquesta època tenen lloc moltes guerres i sorgeix la figura del samurai, un guerrer honorable amb una filosofia pròpia que impregna molta part de la narrativa. En aquest període sorgeix també el teatre Noh.
La literatura contemporània es basa sobretot en la novel·la. Els herois acostumen a reflectir la filosofia zen. Nous gèneres veuen la llum, destaca el manga entre tots per la difusió mundial que ha tingut.